# بخش بارتو، شهرستان روزو، مینه سوتا
بخش بارتو (به انگلیسی: Barto Township) یک منطقهٔ مسکونی در ایالات متحده آمریکا است که در شهرستان روسو، مینه‌سوتا واقع شده‌است.
 بخش بارتو ۹۵٫۵ کیلومتر مربع مساحت و ۱۴۲ نفر جمعیت دارد و ۳۱۴ متر بالاتر از سطح دریا واقع شده‌است.